# Centro de Conservação, Zoológico e Jardins de Ardastra
O Centro de Conservação, Zoológico e Jardins de Ardastra (em inglês: Ardastra Gardens, Zoo and Conservation Centre) está situado em Nassau, a capital das Bahamas e foi inaugurado em 1937, sendo obra do horticultor jamaicano Hedley Vivian Edwards. 
Seu nome vem do latim Ardua astrum onde Ardastra significa "A Luta pelas estrelas".
Na década de 1950 o governo das Bahamas trouxe flamingos com a intenção de reprodução, uma vez que tornou-se raro encontrar espécies lá. Em 1982, os jardins foram adquiridos pelo bahamiano Norman Solomon, quem iniciou o primeiro zoológico no país. Mais conhecido por seus flamingos, o zoológico tem atualmente cerca de 300 animais. 